# Landtagswahlkreis Lübeck-West
Der Wahlkreis Lübeck-West (Wahlkreis 32, bis 2009:  35) ist ein Landtagswahlkreis in Schleswig-Holstein. Der Wahlkreis umfasst einen Teil der Stadt Lübeck, nördlich der folgenden Linie: Trave – Kanal-Trave – Alte Trave – Stadtgraben – Wallhafen – Klughafen – Falkendamm – Lübecker Yacht-Club; sowie westlich der folgenden Linie: Heiligen-Geist-Kamp – Sandberg – Ballastkuhle – Untertrave – Schwartau.

## Veränderungen
Die Grenzen des Wahlkreises, der erst zur Landtagswahl 2005 gebildet worden war, wurden mehrfach erheblich verändert. Bis 2009 umfasste er ein Gebiet „Von dem Punkt, wo die Trave die Stadtgrenze zur Gemeinde Hamberge schneidet, dem Verlauf der Trave und der Kanal-Trave bis zum Stadtgraben folgend, sodann dem Stadtgraben bis zur Marienstraße folgend, ab hier entlang der Marienstraße bis zur Stadt-Trave, weiter in nördlicher Richtung entlang der Stadt-Trave und der Untertrave bis zur Mündung der Schwartau, von dort der Schwartau folgend bis zur Bahnlinie, dieser folgend bis zur Grenze der Gemeinde Bad Schwartau“
Zur Landtagswahl 2012 erhielt der Wahlkreis im Zuge der Auflösung des Landtagswahlkreises Lübeck-Süd einen neuen Zuschnitt. Das Gebiet lag dann westlich folgender Linie: „Ausgehend von der südlichen Stadtgrenze, entlang der Ratzeburger Landstraße Richtung Norden bis zum Niemarker Landgraben, diesem in nordöstlicher Richtung bis zur Wakenitz folgend, dem Verlauf der Wakenitz in nördlicher Richtung folgend bis zum Falkendamm, vom Klughafen über den Hansahafen bis zum Holstenhafen entlang der Willy-Brandt-Allee und der Marienbrücke bis zur Eisenbahnlinie, dieser in südwestlicher Richtung über den Hauptbahnhof folgend, dann dem alten Eisenbahntrassenverlauf durch das Kleingartengelände folgend entlang der Straße Lübschenfeld bis zur Autobahn A1, dieser in nordöstlicher Richtung folgend bis zur Querung der Krempelsdorfer Allee, dieser in nordwestlicher Richtung folgend bis zur Stadtgrenze.“
Mit der Wiederherstellung des Wahlkreises Lübeck-Süd zur Landtagswahl 2017 erhielt der Wahlkreis seinen heutigen Zuschnitt. Der Wahlkreis gilt als SPD-Hochburg und war bei der Landtagswahl 2022 der stärkste Wahlkreis der Sozialdemokraten, wurde aber bei dieser Wahl erstmals überhaupt von der CDU gewonnen.

## Landtagswahl 2022
| Gegenstand der Nachweisung | Gegenstand der Nachweisung | Erst- stimmen | Erst- stimmen | Zweit- stimmen | Zweit- stimmen |
| Bewerber                   | Partei                     | Anzahl        | %             | Anzahl         | %              |
| -------------------------- | -------------------------- | ------------- | ------------- | -------------- | -------------- |
| Wahlberechtigte            | Wahlberechtigte            | 55.011        | 55.011        | 55.011         | 55.011         |
| Wähler                     | Wähler                     | 25.990        | 25.990        | 25.990         | 25.990         |
| Ungültige Stimmen          | Ungültige Stimmen          | 489           | 1,9           | 243            | 0,9            |
| Gültige Stimmen            | Gültige Stimmen            | 25.501        | 98,1          | 25.747         | 99,1           |
| davon                      |                            |               |               |                |                |
| Dagmar Hildebrand          | CDU                        | 7.928         | 31,1          | 8.811          | 34,2           |
| Sophia Schiebe             | SPD                        | 7.250         | 28,4          | 5.397          | 21,0           |
| Arne Ramcke                | GRÜNE                      | 5.938         | 23,3          | 5.711          | 22,2           |
| Hendrik Garken             | FDP                        | 1.236         | 4,8           | 1.367          | 5,3            |
| Claus Schaffer             | AfD                        | 1.565         | 6,1           | 1.366          | 5,3            |
| Sebastian Ising            | DIE LINKE                  | 916           | 3,6           | 693            | 2,7            |
| –                          | SSW                        | –             | –             | 1.053          | 4,1            |
| –                          | PIRATEN                    | –             | –             | 132            | 0,5            |
| Ingo Voht                  | FREIE WÄHLER               | 668           | 2,6           | 234            | 0,9            |
| –                          | Die PARTEI                 | –             | –             | 232            | 0,9            |
| –                          | Z.                         | –             | –             | 25             | 0,1            |
| –                          | dieBasis                   | –             | –             | 227            | 0,9            |
| –                          | Die Humanisten             | –             | –             | 65             | 0,3            |
| –                          | Gesundheitsforschung       | –             | –             | 42             | 0,2            |
| –                          | Tierschutzpartei           | –             | –             | 229            | 0,9            |
| –                          | Volt                       | –             | –             | 163            | 0,6            |

Neben der erstmals direkt gewählten Wahlkreisabgeordneten Dagmar Hildebrand (CDU) wurde die SPD-Direktkandidatin Sophia Schiebe über die Landesliste ihrer Partei in den Landtag gewählt. Der AfD-Wahlkreiskandidat Claus Schaffer, der dem Parlament seit 2017 angehört hatte, verpasste den Wiedereinzug in das Parlament, da seine Partei an der 5-%-Hürde scheiterte.

## Landtagswahl 2017
| Direktkandidat    | Partei  | Erststimmen in % | Zweitstimmen in % |
| ----------------- | ------- | ---------------- | ----------------- |
| Dagmar Hildebrand | CDU     | 29,0             | 25,6              |
| Kerstin Metzner   | SPD     | 38,7             | 33,1              |
| Arne-Matz Ramcke  | GRÜNE   | 8,8              | 12,4              |
| Gerrit Koch       | FDP     | 6,7              | 9,0               |
| Werner Horstmann  | PIRATEN | 2,0              | 1,6               |
| –                 | SSW     | –                | 1,7               |
| Sven Feddern      | LINKE   | 5,8              | 5,9               |
| –                 | FAMILIE | –                | 0,5               |
| Harald Klix       | FW-SH   | 1,5              | 1,0               |
| Claus Schaffer    | AfD     | 7,5              | 7,7               |
| –                 | LKR     | –                | 0,3               |
| –                 | PARTEI  | –                | 0,9               |
| –                 | Z.SH    | –                | 0,3               |

Neben der erstmals gewählten Wahlkreisabgeordneten Kerstin Metzner (SPD) wurde der AfD-Direktkandidat Claus Schaffer über die Landesliste seiner Partei in das Parlament gewählt.

## Landtagswahl 2012
| Direktkandidat   | Partei  | Erststimmen in % | Zweitstimmen in % |
| ---------------- | ------- | ---------------- | ----------------- |
| Jutta Scheicht   | CDU     | 25,1             | 21,4              |
| Wolfgang Baasch  | SPD     | 42,1             | 36,2              |
| Carsten Stier    | FDP     | 4,1              | 6,7               |
| Michelle Akyurt  | GRÜNE   | 15,6             | 18,4              |
| Antje Jansen     | LINKE   | 3,7              | 3,1               |
| –                | SSW     | –                | 2,8               |
| Georg Karsten    | PIRATEN | 8,7              | 9,4               |
| –                | NPD     | –                | 0,7               |
| –                | FW-SH   | –                | 0,5               |
| –                | FAMILIE | –                | 0,8               |
| –                | MUD     | –                | 0,1               |
| Bastian Langbehn | PARTEI  | 0,6              | –                 |

Außer dem direkt gewählten Wahlkreisabgeordneten Wolfgang Baasch, der zuvor den Wahlkreis Lübeck-Süd vertreten hatte, zog kein Kandidat aus diesem Wahlkreis in den Landtag. Antje Jansen (DIE LINKE) scheiterte als Spitzenkandidatin ihrer Partei mit dieser an der 5-%-Hürde.

## Landtagswahl 2009
| Direktkandidat    | Partei  | Erststimmen in % | Zweitstimmen in % |
| ----------------- | ------- | ---------------- | ----------------- |
| Ulrich Krause     | CDU     | 28,3             | 24,2              |
| Thomas Rother     | SPD     | 38,2             | 33,2              |
| Wolfgang Drozella | FDP     | 10,4             | 12,8              |
| Susanne Hilbrecht | GRÜNE   | 11,4             | 12,1              |
| -                 | SSW     | -                | 1,9               |
| -                 | NPD     | -                | 1,5               |
| –                 | FAMILIE | –                | 1,0               |
| Antje Jansen      | LINKE   | 9,6              | 9,1               |
| Hans Joachim Weiß | FW-SH   | 1,5              | 0,8               |
| Monika Schütte    | RRP     | 0,6              | 0,2               |
| -                 | PIRATEN | -                | 2,5               |
| -                 | RENTNER | -                | 0,5               |
| –                 | IPD     | –                | 0,1               |

Neben dem wiedergewählten Wahlkreisabgeordneten Thomas Rother wurde Antje Jansen als Landesspitzenkandidatin der Linken über deren Landesliste in das Parlament gewählt.

## Landtagswahl 2005
Die Landtagswahl 2005 ergab folgendes Ergebnisse:
| Gegenstand der Nachweisung | Gegenstand der Nachweisung | Erst- stimmen | Erst- stimmen | Zweit- stimmen | Zweit- stimmen |
| Bewerber                   | Partei                     | Anzahl        | %             | Anzahl         | %              |
| -------------------------- | -------------------------- | ------------- | ------------- | -------------- | -------------- |
| Wahlberechtigte            | Wahlberechtigte            | 50.711        | 50.711        | 50.711         | 50.711         |
| Wähler                     | Wähler                     | 28.082        | 28.082        | 28.082         | 28.082         |
| Ungültige Stimmen          | Ungültige Stimmen          | 1.069         | 3,8           | 524            | 1,9            |
| Gültige Stimmen            | Gültige Stimmen            | 27.013        | 96,2          | 27.558         | 98,1           |
| davon                      |                            |               |               |                |                |
| Thomas Rother              | SPD                        | 13.395        | 49,6          | 12.812         | 46,5           |
| ?                          | CDU                        | 9.779         | 36,2          | 9.038          | 32,8           |
| ?                          | FDP                        | 1.359         | 5,0           | 1.528          | 5,5            |
| ?                          | GRÜNE                      | 1.670         | 6,2           | 1.693          | 6,1            |
| –                          | SSW                        | –             | –             | 555            | 2,0            |
| –                          | NPD                        | –             | –             | 790            | 2,9            |
| –                          | FAMILIE                    | –             | –             | 324            | 1,2            |
| ?                          | Übrige                     | 810           | 3,0           | 818            | 3,0            |

Erster Wahlkreisabgeordneter wurde Thomas Rother (SPD), der zuvor den Wahlkreis Lübeck-Nord vertreten hatte.

## Bisherige Abgeordnete
Direkt gewählte Abgeordnete des Wahlkreises Lübeck-West waren:
| Jahr | Direktkandidat    | Partei | Erststimmen in % |
| ---- | ----------------- | ------ | ---------------- |
| 2022 | Dagmar Hildebrand | CDU    | 31,1             |
| 2017 | Kerstin Metzner   | SPD    | 38,7             |
| 2012 | Wolfgang Baasch   | SPD    | 42,1             |
| 2009 | Thomas Rother     | SPD    | 38,2             |
| 2005 | Thomas Rother     | SPD    | 49,6             |